# Trang Thế Hy
Trang Thế Hy (1924-2015) là bút danh của một nhà văn và nhà thơ người Việt Nam.

## Tiểu sử
Trang Thế Hy tên thật là Võ Trọng Cảnh, sinh ngày 29.10.1924 tại Châu Thành, Bến Tre. Ngoài bút danh Trang Thế Hy ông còn có những bút danh khác như Phạm Võ, Văn Phụng Mỹ, Triều Phong, Vũ Ái, Văn Minh Phẩm... Ông từng tham gia cướp chính quyền trong Cách mạng tháng tám 1945 tại Bến Tre, hoạt động cách mạng suốt hai cuộc kháng chiến chống Pháp và chống Mỹ. Sau 1975 ông sinh hoạt Văn nghệ tại TPHCM, làm biên tập viên Văn tại báo Văn nghệ TPHCM. Ông được xem là một trong những nhà văn đương đại hàng đầu của văn chương Nam bộ nửa sau thế kỷ 20 và đầu thế kỷ 21.
Ông qua đời lúc 0g50 ngày 8.12.2015 tại nhà riêng (Khu phố 1, phường Phú Tân, thành phố Bến Tre) sau một thời gian kiệt sức do tuổi già.

## Giải thưởng
- Giải thưởng văn học Nguyễn Đình Chiểu (1960 - 1965) cho truyện ngắn Anh Thơm râu rồng
- Tặng thưởng của Hội Nhà văn Việt Nam năm 1994 với tập truyện Tiếng khóc và tiếng hát
- Tặng thưởng loại A của Ủy ban toàn quốc Liên hiệp các Hội Văn học nghệ thuật VN năm 2001 cho tập truyện Nợ nước mắt

## Tác phẩm
Theo thống kê chưa đầy đủ của gia đình thì ông có khoảng 65 truyện ngắn, khoảng 20 bài thơ và 2 tiểu thuyết. Các tác phẩm được nhiều độc giả yêu thích như:
- Nắng đẹp miền quê ngoại (1964)
- Mưa ấm (1981)
- Người yêu và mùa thu (1981)
- Vết thương thứ 13 (1989)
- Tiếng khóc và tiếng hát (1993)

## Câu nói
Sinh thời, nhà văn Trang Thế Hy nổi tiếng với câu nói: "Đi chỗ khác chơi".